# Platysaurus orientalis
Platysaurus orientalis (сехухунська пласка ящірка) — вид ящірок родини поясохвостів (Cordylidae). Ендемік Південно-Африканської Республіки.

## Опис
Довжина дорослих сехухунських пласких ящірок (без врахування хвоста) становить 7-7,5 см, найбільші особини досягають 9 см. У самиць і молодих сособин спина чорна з білими смугами, живіт білий. У самців тіло і хвіст зверху зелені, оранжеві або червоні, а знизу жовті.

## Підвиди
Виділяють два підвиди:
- Platysaurus orientalis orientalis FitzSimons, 1941 — Драконові гори в провінції Мпумаланга;
- Platysaurus orientalis fitzsimonsi Loveridge, 1944 — східний Сехухунеленд[en].

## Поширення і екологія
Сехухунські пласкі ящірки мешкають на північному сході ПАР, в провінціях Мпумаланга і Лімпопо. Вони живуть в тріщинах серед гранітних і кварцитових скель і валунів Великого уступу, оточених саванами і луками. Живляться комахами та гусінню. Відкладають яйця, в кладці 2 яйця.